# Kirkheaton, West Yorkshire
Kirkheaton är en by i civil parish Kirkburton, i distriktet Kirklees, i grevskapet West Yorkshire i England. Byn är belägen 4 km från Huddersfield. Byn hade 3 496 invånare år 2021. Kirkheaton var en civil parish fram till 1938 när blev den en del av Kirkburton och Huddersfield. Civil parish hade 2 610 invånare år 1931. Kirkheaton var ett distrikt 1894–1938 när blev den en del av Kirkburton. Byn nämndes i Domedagsboken (Domesday Book) år 1086, och kallades då Heptone.